# Grant Wilson

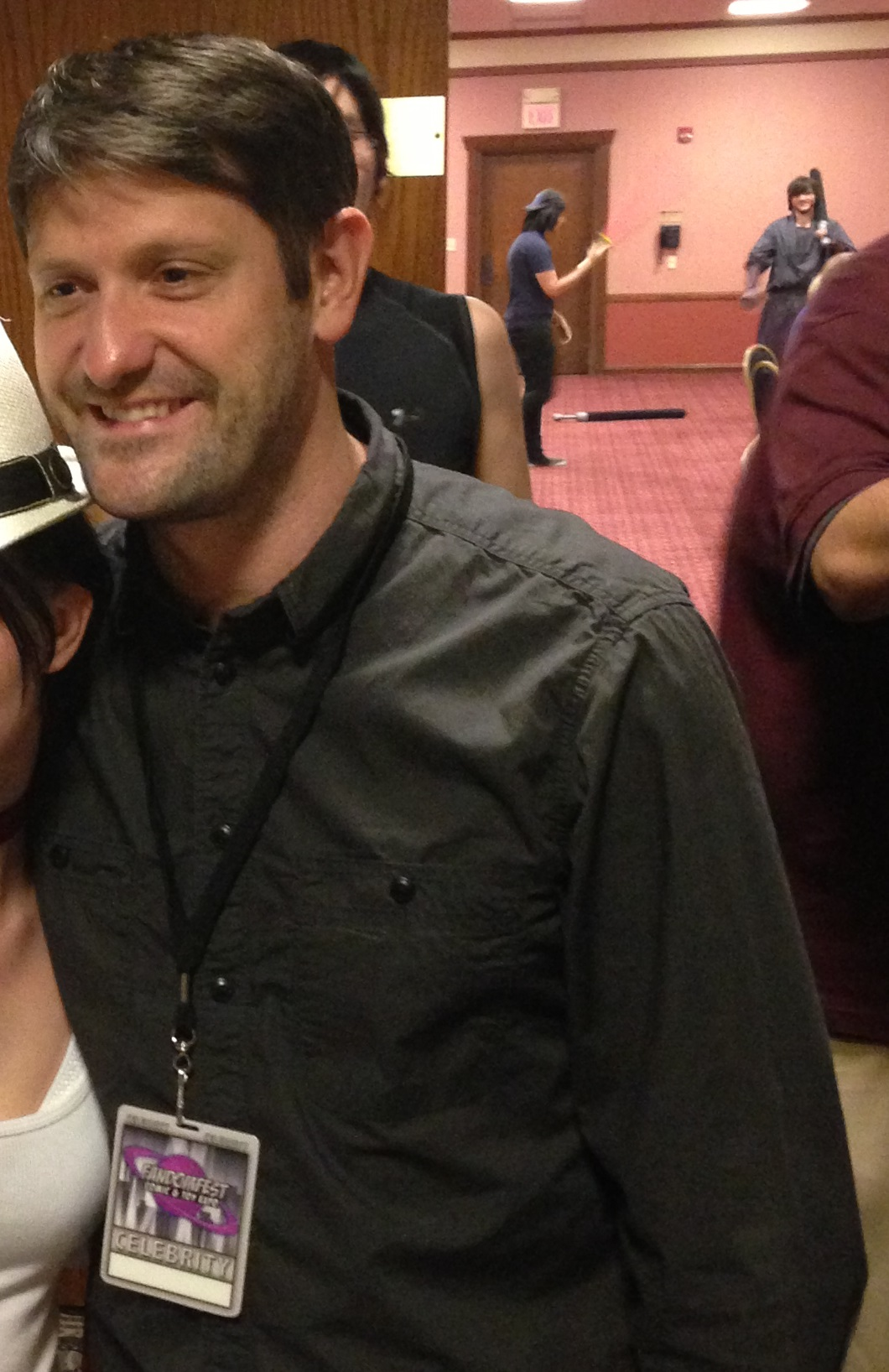
Grant Wilson (2013)

Grant Steven Wilson (* 2. Juli 1974 in Rhode Island) ist ein Mitgründer von The Atlantic Paranormal Society (TAPS), mit Sitz in Warwick. Er war ebenfalls ein Co-Produzent der Syfy-Serie Ghost Hunters.
Wilson und seine Frau Reanna haben drei Söhne. Wilson und sein Kollege Jason Hawes (Gründer von TAPS) waren bis August 2015 langzeitige Mitarbeiter als Klempner bei Roto Rooter. Die beiden waren Mitbesitzer des Spalding Inn in Whitefield, New Hampshire steht. Wilson und Hawes geben häufig als Mitglieder von TAPS Vorlesungen an Schulen und Kongressen.
Wilson ist ein Mitglied der Kirche Jesu Christi der Heiligen der Letzten Tage und diente einem zweijährigen Auftrag in Italien.
Hawes und Wilson beteiligen sich auch an Geisterjagd-Veranstaltungen, die speziell für zahlendes Publikum durchgeführt wurden. In jüngerer Zeit hat TAPS eine Veranstaltung geboten, die ausschließlich von TAPS-Mitgliedern veranstaltet wurde. TAPS sind Co-Gastgeber bei Veranstaltungen an Orten wie dem Stanley Hotel in Colorado, dem Ozeandampfer Queen Mary in Kalifornien und dem Buffalo Central Terminal in Buffalo, New York.
In einer Folge der 13. Staffel von South Park wurden Grant und Jason parodiert und als etwas verängstigt wiedergegeben, die sogar in die Hosen gemacht haben. Grant kommentierte dies in Twitter mit den Worten Thanks South Park!!! Freaking Hilarious!!